# San Girolamo penitente nel deserto
San Girolamo penitente nel deserto è un dipinto a tecnica mista su tavola di noce (39,9 x 30 cm) di Antonello da Messina, databile al 1460-1465 circa, acquisito tra 1890 e 1891 dalla collezione del nobile reggino Giovan Battista Rota per la Pinacoteca Civica di Reggio Calabria dove tuttora si trova.

## Descrizione
In un paesaggio roccioso e desertico, san Girolamo è raffigurato nelle vesti di eremita mentre si percuote il petto con una pietra in segno di penitenza ed è inginocchiato, con la bocca dischiusa e con il capo proteso verso un crocifisso che campeggia appeso sul tronco di un albero. Al suo fianco siede accovacciato il leone ammansito, al quale il santo aveva estratto una spina dalla zampa e che da quel momento sarebbe divenuto suo compagno inseparabile, mentre ai suoi piedi sono abbandonati gli abiti purpurei e il cappello da cardinale, simbolo della sua rinnegazione degli onori terreni. Accanto a un masso sono abbandonate le letture sacre che ricordano la sua attività di traduttore della Bibbia in latino con la Vulgata.
Per la tavoletta è stata ipotizzata una provenienza da un polittico, anche se oggi si tende a pensare che essa sia un'opera di destinazione privata. Specialmente il paesaggio, descritto con minuzia di dettagli, avvicinabile a quelli di Petrus Christus o di Jan Van Eyck, fa propendere per una sua datazione piuttosto giovanile, tra la fine degli anni 1450 e la metà degli anni 1460, comunque prima delle opere veneziane, nelle quali gli sfondi mostrano una diversa consapevolezza prospettica in senso geometrico.